# Hartschuster
Hartschuster ist ein Wohnplatz in der mittelfränkischen Stadt Treuchtlingen.
Die Einöde mit aktuell (2022) zwei Wohngebäuden liegt auf der Gemarkung Windischhausen auf dem südlichen Hang zum Tal der Rohrach zwischen den beiden Staatsstraßen 2216 und 2218. Hartschuster ist kein amtlich benannter Gemeindeteil, der Ort wird dem Gemeindeteil Windischhausen zugerechnet.

## Geschichte
In den Amtlichen Ortsverzeichnissen für Bayern wurde Hartschuster in der Ausgabe von 1877 als Ort genannt. Dort wurde der Ort für 1871 als Einöde der Gemeinde Windischhausen im Bezirksamt Gunzenhausen dokumentiert. Sie hatte fünf Einwohner, zwei Gebäude, sechs Stück Rindvieh und gehörte zur protestantischen Pfarrei und Schule in Windischhausen. Für 1875 wurden sechs Einwohner dokumentiert.